# Проект 1153 „Орел“
Проект 1153, шифър „Орел“ е съветска програма по разработването на „голям крайцер с авионосно въоръжение“ на ВМФ на СССР с водоизместимост около 70 хил. тона и ядрена силова установка, която започва през 1976 г. в Невското ПКБ на базата на нереализирания проект 1160. Главен конструктор е В. Ф. Аникиев.
През същата тази 1976 г., след смъртта на Министъра на отбраната на СССР, Маршала на Съветския съюз А. А. Гречко и Министъра на корабостроителната промишленост на СССР Б. Е. Бутома, явяващи се влиятелни привърженици на създаването на самолетоносачи, по настояване на Д. Ф. Устинов проектът е прекратен в полза на продължаването на строителството на ТАВКР – вместо главния „Орел“ е построен ТАВКР 1143М (1143.4) „Адмирал на Флота на Съветския съюз Горшков“.

## Кконструкция
Проектът 1153 е за авионесен кораб, способен да носи до 50 самолета от типовете МиГ-23К, Су-25К и Су-27К с възможност за излитане чрез бутални катапулти, успешно разработени от Пролетарския завод. Тренировъчен комплекс с имитатор на парния катапулт е построен в Крим, на военното летище Саки.
В сравнение с проекта 1160 се предвижда по-малка с 10 000 тона водоизместимост, намаляване на авиогрупата, строителство на два кораба вместо три. Освен авиогрупата, корабите трябва да носят по 20 подпалубни пускови установки за противокорабния ракетен комплекс П-700 „Гранит“. По-лошите характеристики в сравнение с проекта 1160 са следствие от намаляването на бюджета след строителството на третия ТАВКР от проекта 1143.3 „Новоросийск“. Корабите от проекта 1153 трябва да влязат в строй към 1985 г.

## Авиогрупа
Авиогрупата на крайцера трябва да включва 50 летателни апарата. Изначално се планира екипирането на кораба с леките изтребители МиГ-23К и щурмовиците Су-25К. Впоследствие те се предполага да бъдат заменени с изтребителите Су-27КИ и щурмовиците Су-27КШ, според прогреса в хода на тяхното разработване.